# Bastian Steingroß
Bastian Steingroß (* 16. Juli 1982 in Berlin) ist ein ehemaliger deutscher Eishockeyspieler, der in der Deutschen Eishockey Liga für die Eisbären Berlin, den EHC Freiburg, die Hannover Scorpions und den ERC Ingolstadt aktiv war. In der zweiten Spielklasse spielte er unter anderem für die Bietigheim Steelers, die Dresdner Eislöwen, den REV Bremerhaven und die SERC Wild Wings.

## Karriere
Steingroß begann seine Karriere in der Spielzeit 1999/2000 bei den Eisbären Berlin Juniors in der Oberliga und hatte noch im gleichen Jahr erste Einsätze für die Eisbären Berlin in der Deutschen Eishockey Liga.
International wurde Steingroß bei der U-18 Weltmeisterschaft 2000 eingesetzt.
Zur Saison 2000/01 wechselte er dann zu den Hamburg Crocodiles in die Oberliga, bevor er beim EHC Freiburg einen Vertrag für die Saison 2001/02 unterschrieb. In seiner Zeit in Freiburg gelang ihm während der Spielzeit 2002/03 der Aufstieg in die höchste deutsche Eishockeyliga, die DEL, dem allerdings in der Folgesaison der direkte Abstieg folgte. In der DEL-Saison mit Freiburg bestritt er außerdem per Förderlizenz drei Spiele für die Schwenninger Wild Wings in der 2. Bundesliga.
In der Saison 2004/05 spielte Steingroß erstmals für die Hannover Scorpions, wo er auch regelmäßig beim Kooperationspartner, den REV Bremerhaven, eingesetzt wurde. Im Sommer 2005 verließ er die Scorpions in Richtung ERC Ingolstadt, wo er zudem einige Einsätze beim EHC München in der 2. Bundesliga bestritt. Anschließend kehrte er zur Saison 2006/07 zu den Hannover Scorpions zurück, für die er allerdings kein Spiel bestritt, weil er per Förderlizenz beim REV Bremerhaven Spielpraxis sammeln sollte. Sein auslaufender Vertrag bei den Scorpions wurde nicht verlängert und so schloss er sich in der Sommerpause 2008 den Schwenninger Wild Wings an. Ein Jahr später wechselte er zusammen mit Robin Sochan und Danny Albrecht innerhalb der 2. Bundesliga zu den Lausitzer Füchsen.
Im August 2010 erhielt er einen Vertrag bei den Dresdner Eislöwen aus der 2. Bundesliga, für den er bis 2012 spielte. Für die Spielzeit 2012/13 wechselte er zu den Bietigheim Steelers. Mit den Steelers wurde Steingroß unter Trainer Kevin Gaudet dreimal Meister der zweiten Spielklasse – 2013, 2015 und 2018. Darüber hinaus gewannen die Steelers 2013 auch den DEB-Pokal sowie drei Vizemeisterschaften. 2017 begann er mit einer Ausbildung zum Eishockey-Schiedsrichter.
Insgesamt absolvierte Steingroß über 400 Partien für den Club aus Bietigheim. Nach der Saison 2018/19 beendete er seine Karriere, um nach Berlin  zurückzukehren und für die Eisbären Berlin weiter als Schiedsrichter zu arbeiten.

## Erfolge und Auszeichnungen
- 2013 DEB-Pokal-Sieger  mit dem Bietigheim Steelers
- 2013 Meister der 2. Bundesliga  mit den Bietigheim Steelers
- 2015 DEL2-Meister mit den Bietigheim Steelers
- 2018 DEL2-Meister mit den Bietigheim Steelers

## Karrierestatistik

### International
(Legende zur Spielerstatistik: Sp oder GP = absolvierte Spiele; T oder G = erzielte Tore; V oder A = erzielte Assists; Pkt oder Pts = erzielte Scorerpunkte; SM oder PIM = erhaltene Strafminuten; +/− = Plus/Minus-Bilanz; PP = erzielte Überzahltore; SH = erzielte Unterzahltore; GW = erzielte Siegtore; 1 Play-downs/Relegation; Kursiv: Statistik nicht vollständig)